# Prefectura de Tòquio
La Prefectura de Tòquio (東京府, とうきょうふ｜Tōkyō-fu o Tōkei-fu) fou una entitat administrativa japonès que va existir entre 1869 i 1943. Al 1943 els municipis de la prefectura, inclosa la tradicional ciutat de Tòquio, es van convertir en part de l'àrea metropolitana de Tòquio Tokyo Metropolis (東京都, Tōkyō-to) recentment creada.

## Geografia

### Divisions administratives
A data del 30 de juny de 1943 (un dia abans de la dissolució de la prefectura), aquesta estava organitzada administrativement de la següent manera:
- Ciutat de Tòquio (35 districtes)
- Districte de Kita-Tama
- Districte de Minami-Tama
- Districte de Nishi-Tama